# Пак Чу Ён
Пак Чу Ён (Рекомендуемая транскрипция имени по системе Концевича — Пак Чуён; кор. 박주영?, 朴主永?; 10 июля 1985, Тэгу, Южная Корея) — южнокорейский футболист, нападающий клуба «Ульсан Хёндэ». Выступал в сборной Южной Кореи.

## Карьера

### Клубная
В 2005 году Пак Чу Юн присоединился к клубу «Сеул», который на тот момент выступал в Кей-лиге. В первый же сезон Пак Чу Ён забил 18 голов и отдал 4 голевые передачи, сыграв при этом 30 матчей. По окончании сезона его признали лучшим молодым футболистом года в Южной Корее. Вскоре он стал настоящим лидером в команде. В течение сезона им интересовался Гус Хиддинк и его ПСВ, но трансфер не состоялся.
Перед сезоном 2006 болельщики «Сеула» возлагали на него большие надежды. Но Паку так и не удалось набрать хорошую форму, он сыграл 30 матчей и 8 раз поразил ворота соперников.
Сезон 2007 Пак начал превосходно, забив 10 голов в 11 матчах. Но вскоре получил тяжелую травму и пропустил бо́льшую часть сезона. Он также пропустил игру против команды «Манчестер Юнайтед», его команда проиграла с разгромным счетом 4:0.
В чемпионате Кей-лиге Пак сыграл за «Сеул» 69 матчей и забил 23 гола.
1 сентября 2008 года Пак Чу Ён подписывает контракт с командой чемпионата Франции «Монако». 13 сентября в домашней игре против «Лорьяна» он забил свой первый гол, а позже отдал голевую передачу на Фредерика Нимани, в итоге матч закончился победой «Монако» со счетом 2:0. Пак был признан лучшим игроком матча. Всего в сезоне сыграл 31 матч и забил 5 мячей.
30 августа 2011 года по приглашению Арсена Венгера Пак перешёл в лондонский «Арсенал. Он выбрал себе 9 номер. 1 ноября он дебютировал за «канониров» в Лиге чемпионов в игре против французского «Марселя».
В чемпионате Англии Пак дебютировал в 22 января 2012 года выйдя на замену в игре против «Манчестер Юнайтед» на 82 минуте встречи. В августе 2012 уступил 9 номер Лукасу Подольски, а сам взял 30 номер.
31 августа 2012 года, в последний день трансферного окна перешёл, в «Сельту» на правах годичной аренды. Стал первым корейцем, забившим гол в Ла Лиге.
31 января 2014 года Пак был отдан в аренду в «Уотфорд» на полгода.
10 марта 2015 года перешёл в корейский клуб «Сеул».
В 2022 года Пак Чу Ён перешёл в клуб «Ульсан Хёндэ».

### В сборной
Основную популярность Пак Чу Ён приобрел когда играл на молодёжном чемпионате Азии 2004 года, после того как он привёл Корейскую национальную сборную U-20 к рекордному 11-му месту. По окончании турнира, он получил Золотой мяч как лучший бомбардир турнира и также получил награду как самый ценный игрок турнира. Он также выступал за южнокорейскую команду U-20 в 2003 году на молодёжном чемпионате мира.
В 2005 азиатская Футбольная конфедерация удостоила Пак Чу Ён звания футболиста года в Азии.
В 2005 году Пак Чу Ён впервые получил вызов в национальную сборную Южной Кореи. Он дебютировал в игре против сборной Узбекистана и в этом же матче открыл счет голам за национальную сборную. В этом сезоне он забил 3 гола и отдал 4 голевые передачи. Пак Чу Ён также участвовал в 2005 на молодёжном чемпионате мира, где он забил гол со свободного удара команде Нигерии.

## Достижения

### Достижения с клубом
«Сеул»
- Обладатель Кубка Южной Кореи: 2006

«Монако»
- Финалист Кубка Франции: 2009/10

### Личные
- Игрок года чемпионата Южной Кореи в сезоне 2005
- Пак Чу Ён является христианином: «Первая и главная причина, почему я играю — это для того, чтобы людям рассказывать о Боге. Я буду очень счастлив, если через меня, хотя бы один человек захочет больше узнать о Христе», — сказал Ен в интервью The Guardian.

## Клубная статистика
| Клуб            | Сезон           | Лига | Лига  | Кубок | Кубок | Кубок лиги | Кубок лиги | Еврокубки | Еврокубки | Всего | Всего |
| Клуб            | Сезон           | Игр  | Голов | Игр   | Голов | Игр        | Голов      | Игр       | Голов     | Игр   | Голов |
| --------------- | --------------- | ---- | ----- | ----- | ----- | ---------- | ---------- | --------- | --------- | ----- | ----- |
| Сеул            | 2005            | 19   | 12    | 2     | 0     | 11         | 6          | -         | -         | 32    | 18    |
| Сеул            | 2006            | 26   | 7     | 2     | 2     | 4          | 1          | -         | -         | 32    | 10    |
| Сеул            | 2007            | 11   | 2     | 1     | 0     | 3          | 3          | -         | -         | 15    | 5     |
| Сеул            | 2008            | 13   | 2     | 0     | 0     | 4          | 0          | -         | -         | 17    | 2     |
| Всего           | Всего           | 69   | 23    | 5     | 2     | 22         | 10         | -         | -         | 96    | 35    |
| Монако          | 2008/09         | 31   | 5     | 4     | 1     | 0          | 0          | -         | -         | 35    | 6     |
| Монако          | 2009/10         | 27   | 8     | 6     | 1     | 0          | 0          | -         | -         | 33    | 9     |
| Монако          | 2010/11         | 33   | 12    | 0     | 0     | 2          | 0          | -         | -         | 35    | 12    |
| Всего           | Всего           | 91   | 25    | 10    | 2     | 2          | 0          | -         | -         | 103   | 27    |
| Арсенал         | 2011/12         | 1    | 0     | 0     | 0     | 3          | 1          | 2         | 0         | 6     | 1     |
| Всего           | Всего           | 1    | 0     | 0     | 0     | 3          | 1          | 2         | 0         | 6     | 1     |
| Всего в карьере | Всего в карьере | 161  | 48    | 15    | 4     | 27         | 11         | 2         | 0         | 205   | 63    |